# Grani skáld
Grani skáld est un scalde islandais du XIe siècle. D'après le Skáldatal, il fut l'un des poètes de cour du roi de Norvège Haraldr l'Impitoyable. Il composa un poème en son honneur. Seules deux strophes et deux lignes en ont été conservées, dans les sagas royales (Morkinskinna notamment) et le Skáldskaparmál. Elles évoquent la campagne victorieuse menée par Haraldr au Danemark, et notamment la rançon que dut verser Þorkell geisa pour obtenir la libération de ses filles, qui s'étaient moquées du roi.